# Unterausschuss Vereinte Nationen, internationale Organisationen und zivile Krisenprävention
Der Unterausschuss Vereinte Nationen, internationale Organisationen und zivile Krisenprävention ist ein Unterausschuss des Auswärtigen Ausschusses des Deutschen Bundestages. Der Unterausschuss wurde in seiner jetzigen Form 2022 im Zuge des Russischen Überfalls auf die Ukraine ins Leben gerufen. Auf Grund der militärischen Komponente sind die Sitzungen zumeist nicht-öffentlich zuweilen auch streng geheim.

## Aufgaben
Zu den Aufgaben des Ausschusses gehören:
- Integration von militärischen und zivilen Maßnahmen in die parlamentarische Arbeit.
- Durchführung von Expertenanhörungen.
- Laufende Unterrichtung über Entwicklungen in der Krisenprävention.
- Fokus auf zivile Krisenprävention und vernetztes Handeln.

## Mitglieder

### 20. Bundestag
Mitglieder im 20. Bundestag sind: 
Ordentliche Mitglieder
1. Monika Grütters, CDU/CSU (Vorsitzende)[2]
2. Andreas Larem, SPD (Stv. Vorsitzender)
3. Jürgen Coße, SPD
4. Rebecca Schamber, SPD (Obfrau)
5. Markus Koob, CDU/CSU
6. Volker Ullrich, CDU/CSU (Obmann)
7. Ottmar von Holtz, Bündnis 90/Die Grünen
8. Niklas Wagener, Bündnis 90/Die Grünen (Obmann)[3]
9. Rainer Semet, FDP (Obmann)
10. Joachim Wundrak, AfD (Obmann)
11. Gregor Gysi, Gruppe Die Linke

Stellvertretende Mitglieder
1. Adis Ahmetović, SPD
2. Macit Karaahmetoğlu, SPD
3. Derya Türk-Nachbaur, SPD
4. Knut Abraham, CDU/CSU
5. Jürgen Hardt, CDU/CSU
6. Alexander Radwan, CDU/CSU
7. Tobias B. Bacherle, Bündnis 90/Die Grünen
8. Canan Bayram, Bündnis 90/Die Grünen
9. Ulrich Lechte, FDP
10. Hannes Gnauck, AfD
11. N.N., Gruppe Die Linke